# Колтон (Нью-Йорк)
Колтон (англ. Colton) — місто (англ. town) в США, в окрузі Сент-Лоуренс штату Нью-Йорк. Населення — 1530 осіб (2020).

## Демографія
Згідно з переписом 2010 року, у місті мешкала 1451 особа в 655 домогосподарствах у складі 435 родин. Було 1370 помешкань
Расовий склад населення:
| - 98,1 % — білих - 0,7 % — азіатів - 0,3 % — корінних американців - 0,2 % — чорних або афроамериканців |

До двох чи більше рас належало 0,6 %. Частка іспаномовних становила 0,4 % від усіх жителів.
За віковим діапазоном населення розподілялося таким чином: 17,2 % — особи молодші 18 років, 60,3 % — особи у віці 18—64 років, 22,5 % — особи у віці 65 років та старші. Медіана віку мешканця становила 47,7 року. На 100 осіб жіночої статі у місті припадало 104,9 чоловіків;  на 100 жінок у віці від 18 років та старших — 100,3 чоловіків також старших 18 років.
Середній дохід на одне домашнє господарство  становив 68 829 доларів США (медіана — 56 800), а середній дохід на одну сім'ю — 88 845 доларів (медіана — 85 278). Медіана доходів становила 66 875 доларів для чоловіків та 41 667 доларів для жінок. За межею бідності перебувало 11,1 % осіб, у тому числі 14,9 % дітей у віці до 18 років та 8,9 % осіб у віці 65 років та старших.
Цивільне працевлаштоване населення становило 599 осіб. Основні галузі зайнятості: освіта, охорона здоров'я та соціальна допомога — 44,6 %, роздрібна торгівля — 15,9 %, науковці, спеціалісти, менеджери — 6,5 %, фінанси, страхування та нерухомість — 6,0 %.